# Branislav Skladaný
Branislav Skladaný (* 16. November 1982 in Dubova, Tschechoslowakei) ist ein slowakischer Volleyballspieler.

## Karriere
Skladaný begann 1990 seine Volleyball-Karriere. Wie sein Vater und sein Bruder wurde er Zuspieler. In Tschechien wurde er dreimal nationaler Meister, zuletzt 2010 mit Brownhouse Volleyball Kladno. Anschließend verpflichtete der deutsche Bundesligist Generali Haching ihn als Nachfolger von Patrick Steuerwald. In seiner ersten Saison mit den Bayern gewann Skladaný den DVV-Pokal. 2012 wurde er Deutscher Vizemeister und 2013 erneut Deutscher Pokalsieger. Danach wechselte Skladaný nach Frankreich zu Nantes Rezé Métropole Volley.
Der Slowake, der sich nach fünfzig Länderspielen zunächst auf sein Studium der Betriebswirtschaftslehre konzentriert hatte, spielte 2011 mit der Nationalmannschaft des Europaliga-Siegers bei der  EM in Österreich und Tschechien. Das Team gewann seine Vorrundengruppe, bevor es im Viertelfinale gegen den Titelverteidiger Polen ausschied.